# サヨナラじゃない
「サヨナラじゃない」は、FUNKY MONKEY BABYSの20枚目のシングル。2012年11月21日に ドリーミュージックから発売された。

## 概要

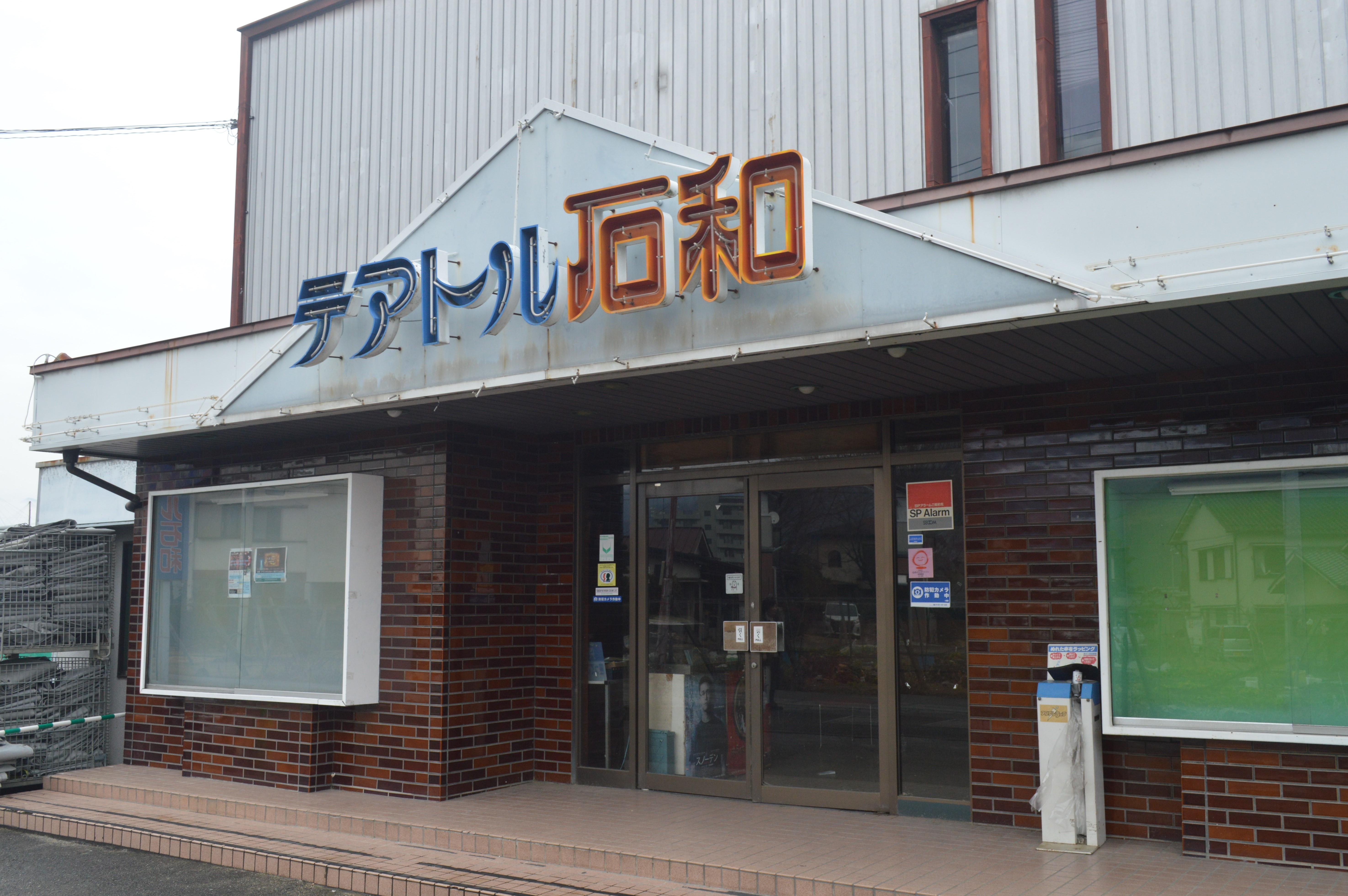
ミュージック・ビデオの舞台となった映画館、テアトル石和（2020年1月撮影）

前作「LIFE IS A PARTY」から約3ヶ月ぶりとなる2012年3枚目のシングル。ジャケットとミュージック・ビデオには、お笑いコンビ・ウッチャンナンチャンの内村光良が起用された。内村が脚本・監督を手がけた、2013年3月公開の映画『ボクたちの交換日記』の主題歌となっている。

## 収録曲

### 通常盤
1. サヨナラじゃない
  - 作詞：FUNKY MONKEY BABYS 作曲：FUNKY MONKEY BABYS・NAOKI-T 編曲：NAOKI-T
  - 映画『ボクたちの交換日記』主題歌
2. 街中でケンカしてるカップルを見かけると大抵女性が怒ってる
  - 作詞 / 作曲：FUNKY MONKEY BABYS 編曲：FUNKY MONKEY BABYS・YANAGIMAN

FUNKY MONKEY BABYSの楽曲としては最長の28文字（ひらがなでは36文字）となっている。
3. サヨナラじゃない (instrumental)
4. 街中でケンカしてるカップルを見かけると大抵女性が怒ってる (instrumental)

### 初回限定盤
収録曲は通常盤と同じで、「サヨナラじゃない」のミュージックビデオを収録したDVDが付属する。